# Javorek (Csehország)
Javorek település Csehországban, a Žďár nad Sázavou-i járásban. Javorek Daňkovice, Nový Jimramov, Líšná és Borovnice településekkel határos. Lakosainak száma 99 fő (2024. január 1.).

## Népesség
A település lakosságának változását az alábbi diagram mutatja:
| Lakosok száma | 321  | 283  | 289  | 165  | 110  | 106  | 105  | 96   | 109  | 99   |
|               | 1869 | 1890 | 1921 | 1950 | 1980 | 2001 | 2017 | 2019 | 2022 | 2024 |